# 高岡市立南星中学校
高岡市立南星中学校（たかおかしりつなんせいちゅうがっこう）は、富山県高岡市木津（南星町）にある公立中学校。

## 沿革
- 1947年4月 - 高岡市立南部中学校設立
- 1953年3月 - 新校舎の工事着工（現在地）
- 1956年11月 - 校舎落成
- 1972年1月 - 中庭に泉水地完成
- 1989年4月 - 校舎改築完工

## 校区
高岡市立博労小学校、高岡市立木津小学校、高岡市立南条小学校から生徒が集まる。

## 主な卒業生
- 角田悠紀 - 政治家（高岡市議会議員→高岡市長）
- 進藤達哉 - プロ野球選手、富山サンダーバーズコーチ
- 吉村隆宏 - プロバスケットボール選手（bjリーグ・富山グラウジーズ所属）
- 登坂絵莉 - 女子レスリング選手
- 島香織 - シンガーソングライター
- 嶋川武秀 - 漫才師（母心）、政治家（高岡市議会議員→富山県議会議員）